# 圣胡安-德尔普埃托
圣胡安-德尔普埃托（西班牙語：San Juan del Puerto），是西班牙安达卢西亚自治区韦尔瓦省的一个市镇。总面积45平方公里，总人口5995人（2001年），人口密度133人/平方公里。